# 庭燎
庭燎（にわび）は、宮中神楽の1曲である。

## 概要
「楽家録」によれば、その作法は、まず人長が進んで軾の前に行って3拍子を踏んで右足で軾を蹴って本方に立つ。ついで笛の所作人が進んで軾に着き庭燎を奏して本方の座に着く。ついで人長が軾の前に行き神殿に向いて右足で軾を蹴って末方に着く。ついで篳篥が進んで軾に着き、庭燎を奏して末方の座に着く。ついで人長が本方に行く。ついで和琴が進んで弾じるが、これははじめ出納が和琴を取って所作人の前に置き、所作人が進んで軾に着き庭燎を奏して本方に着く。ついで人長が軾の前に行き、神殿に向かって立つ。ついで笛と篳篥が同音に奏する。ついで人長が本方に立つと、本歌方が進んで庭燎を奏し、本方に着く。ついで人長が末方に立つと、末の歌方が進んで庭燎を奏して末方に着く。
つまりはじめ人長作法において笛、篳篥、和琴および本末の歌人に庭燎を奏させて試み、着席を許す。ついで以上の管弦が寄り合って試みに合奏し、歌人が庭燎を歌う。これをよりあいという。つまり人長作法、庭燎、よりあい、という順番で、これをいわば序曲として、阿知女作法を経て、採物に入る。
古今和歌集神遊の歌の中の採物の歌である「みやまには霰ふるらし外山なる真柝の葛色づきにけり」を歌う。かつてはこの全歌を歌ったから、それを庭燎の「諸歌」（もろうた）と称えたが、近代は上句のみを歌い、下句は歌わない。また、採物のほうでは葛の歌は歌わない。
歌の伴奏は和琴だけであり、すががきを弾く。
神楽は夜間に行なわれるから庭燎を焚く必要があった。古くは儀式だけで歌は無かったであろうといい、あるいは楽人の試奏に音取が奏されるていどであったろうという。
この歌は楽人の腕前を見るという意味があった。つまり火をたきつける所作について歌うだけでなく試奏の意味があった。